# Ex vivo
La locuzione latina ex vivo, tradotta letteralmente, significa proveniente dal vivente.
In ambito scientifico, il termine ex vivo si riferisce ad una tipologia di sperimentazioni effettuate su un tessuto vivente all'esterno dell'organismo. Le procedure ex vivo più comuni riguardano ad esempio il prelievo di cellule viventi o tessuti da un organismo e coltivate attraverso specifiche apparecchiature di laboratorio, sotto opportune condizioni di sterilità. Gli studi ex vivo sono dunque portati avanti attraverso procedure molto simili a quelle delle tecniche in vitro, sebbene l'uso di queste due locuzioni non sia sovrapponibile.